# Courcelles-lès-Montbéliard
Courcelles-lès-Montbéliard é uma comuna francesa na região administrativa de Borgonha-Franco-Condado, no departamento de Doubs. Estende-se por uma área de 2,4 km². Em 2010 a comuna tinha 1 372 habitantes (densidade: 571,7 hab./km²).